# Hans-Joachim Frielinghaus
Hans-Joachim Frielinghaus (* 28. Mai 1937 in Stettin) ist ein deutscher Designer und Bildhauer.

## Leben und Werk
Frielinghaus studierte von 1957 bis 1962 Philosophie und Philologie. Anschließend studierte er bis 1968 Bildhauerei an der HFBK Hamburg, wo er Schüler von Gustav Seitz war. 1967 richtete er sein eigenes Atelier in Hamburg ein, wo er seitdem lebt und arbeitet. 1970/71 erhielt er ein Stipendium für das Royal College of Art in London, 1976/77 für die Villa Massimo in Rom.
Frielinghaus schuf figürliche Arbeiten in Bronze ebenso wie abstrakte, vom Konstruktivismus inspirierte Skulpturen in Edelstahl. Zahlreiche seiner Werke befinden sich im öffentlichen Raum, überwiegend in Hamburg.

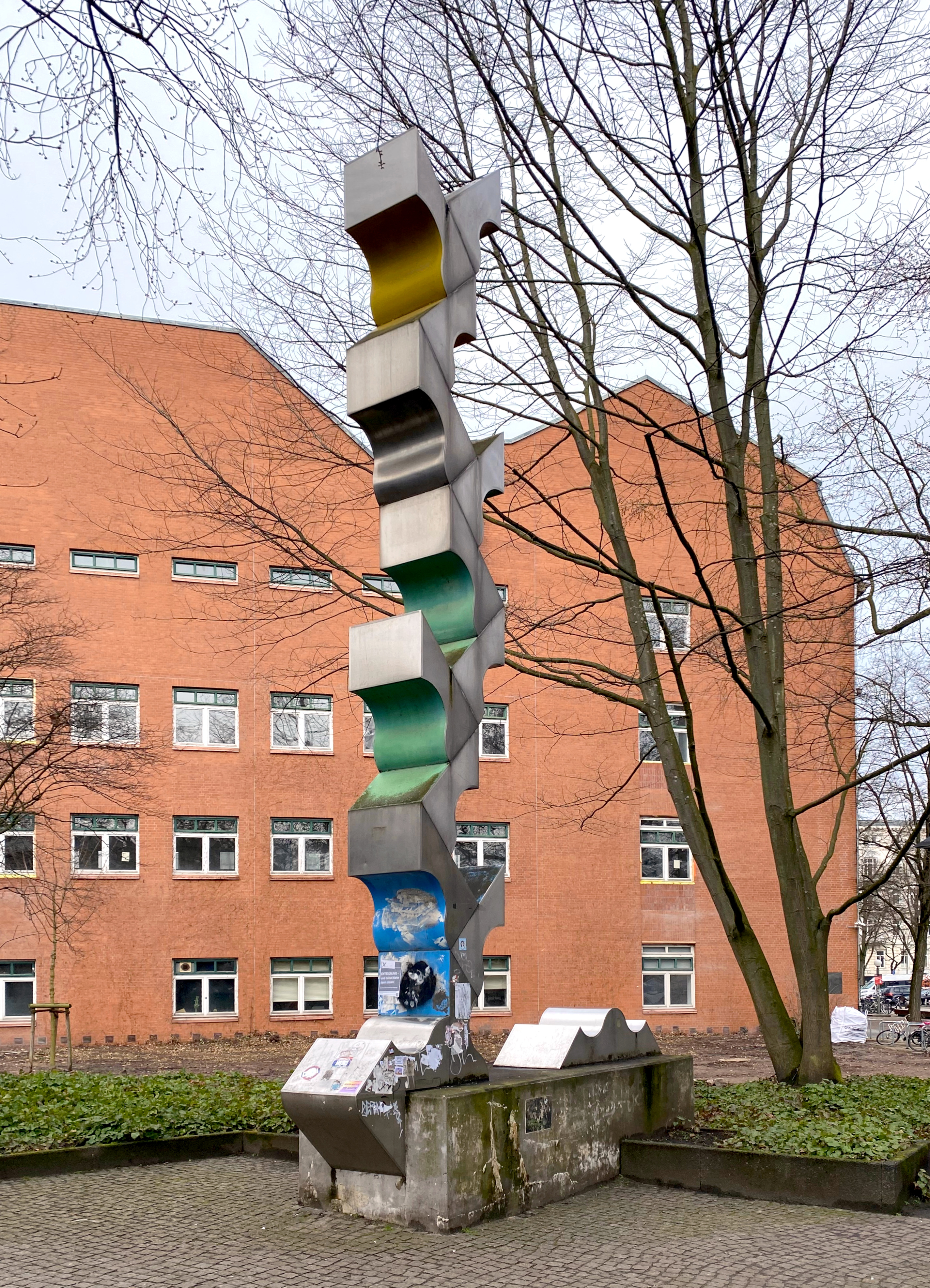
Stele (1978), Campus der Universität Hamburg, Hamburg-Rotherbaum
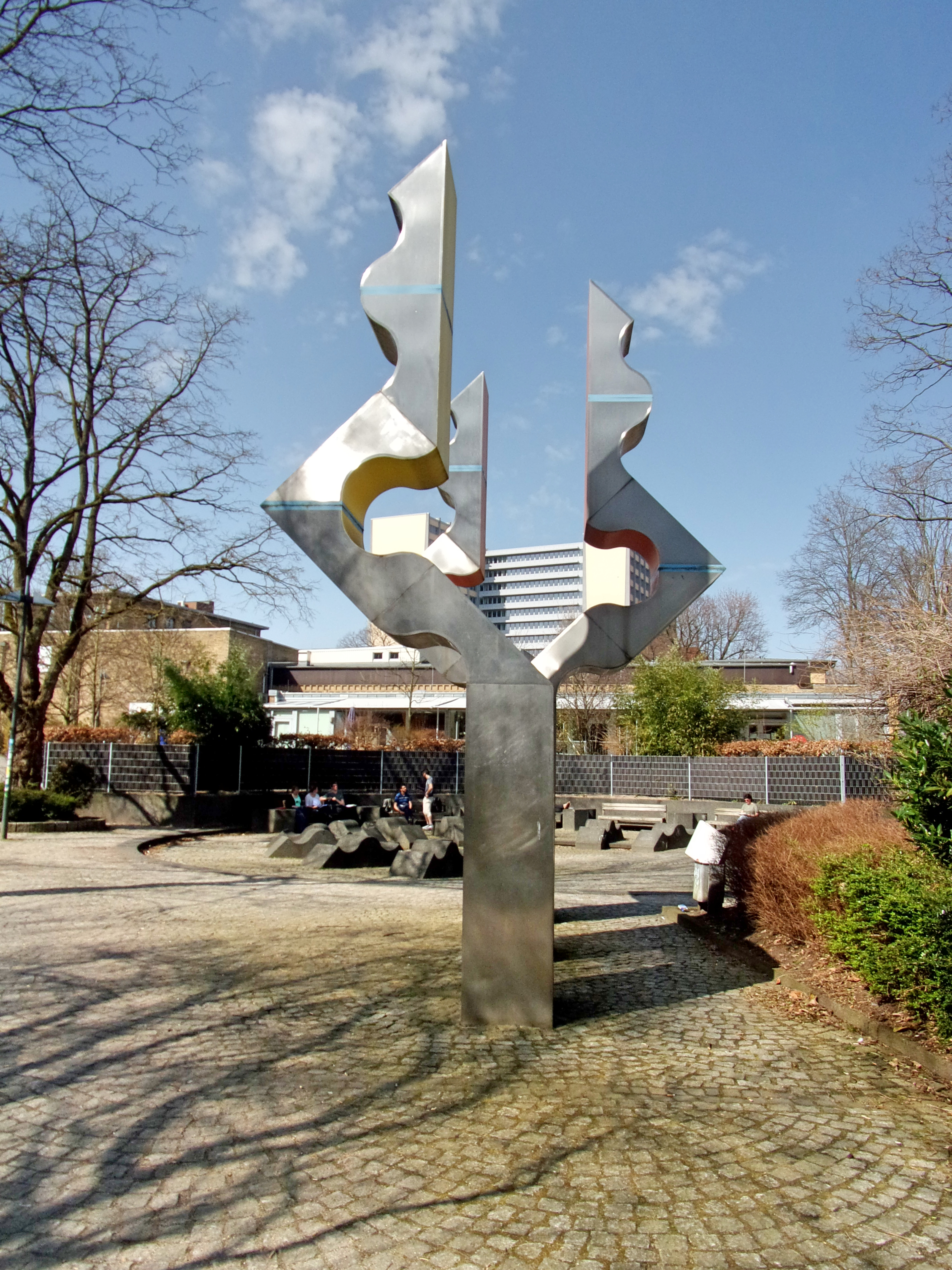
Dreiteiliges Objekt (1978), Campus der Universität Hamburg,  Hamburg-Rotherbaum
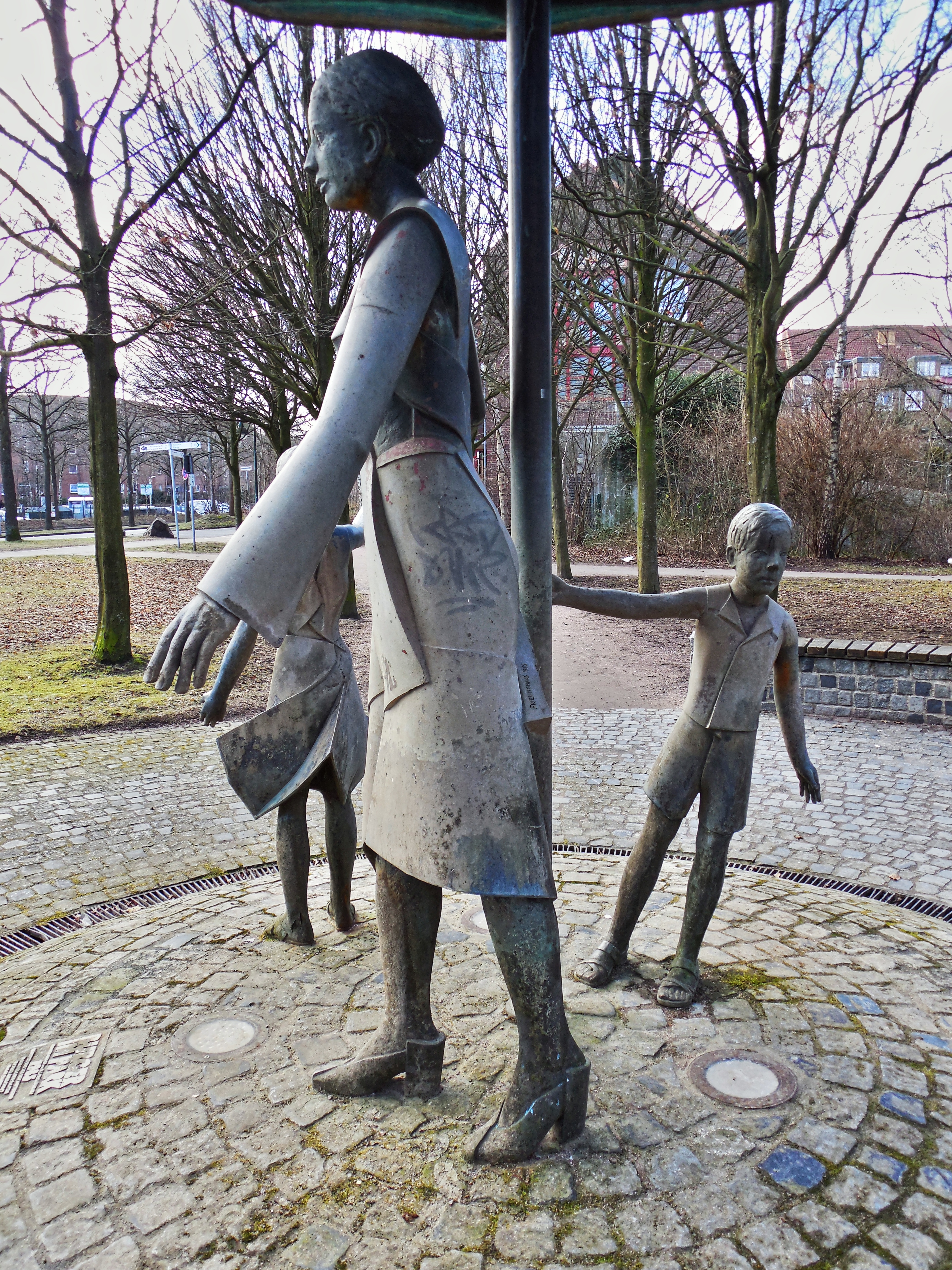
Die Bürger im Park (1985), Rathausallee, Norderstedt
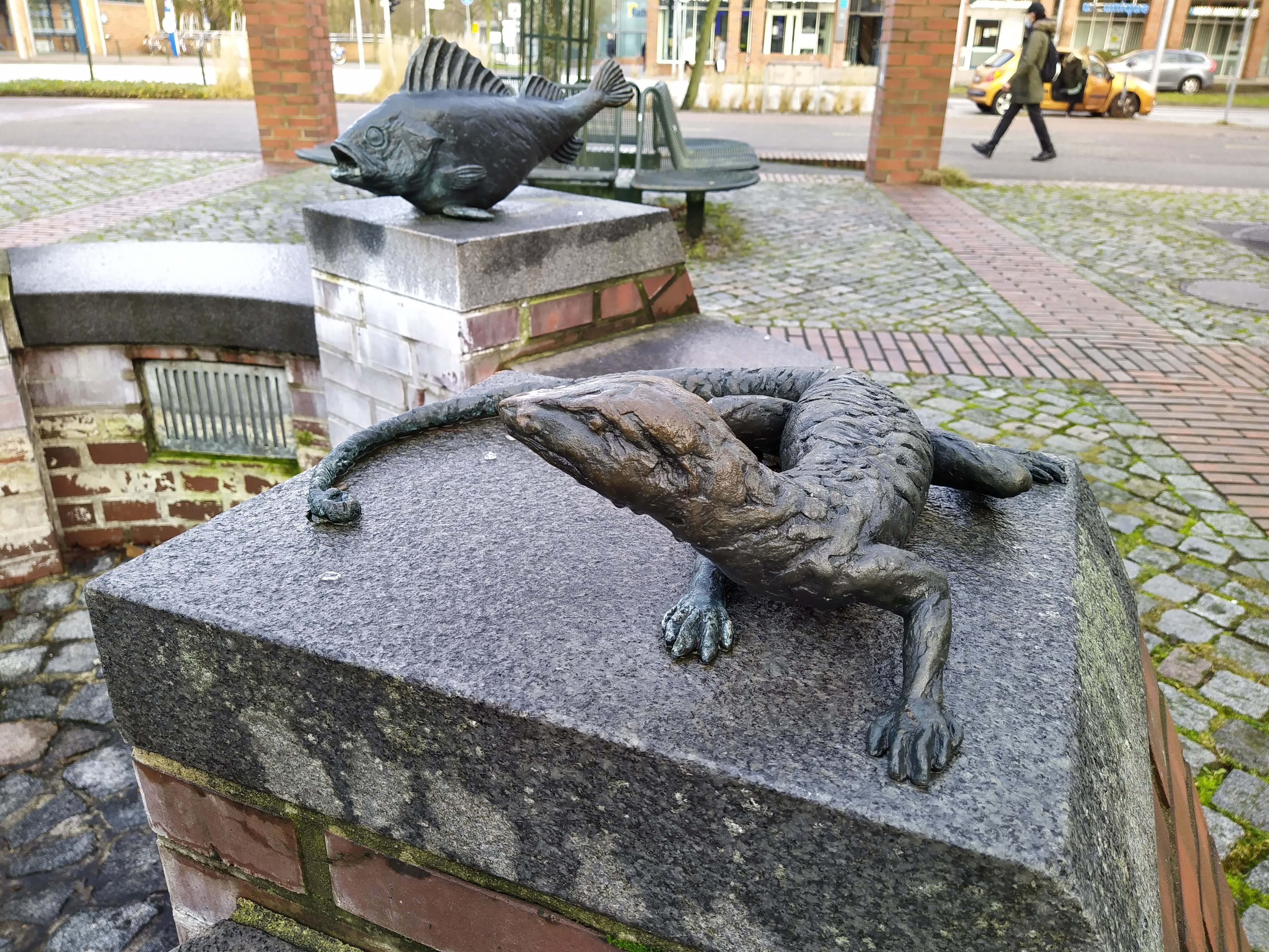
Reptilienbrunnen (1997), Rathausallee, Norderstedt